# Вольский, Михаил Казимирович
Михаил Казимирович Вольский (9 марта 1876—1962) — российский политический деятель, эсер, член Всероссийского учредительного собрания.

## Биография
Михаил Казимирович Вольский родился 26 февраля (9 марта) 1876 года в Тамбове.
Из польских дворян, сын землевладельца, чиновника. Отец Казимир Казимирович Вольский (3 сентября 1843, — 1913) — присяжный поверенный в Тамбовском окружном суде. Мать — Елизавета Леопольдовна (ур. Вильке) (26 апреля 1858 —1924). Брат Владимир Казимирович (11(23).06.1877 — 4.10.1937), сестра Юлия Казимировна (1894—1980) в замужестве — Олексевич. Жена — дочь статского советника Мария Павловна Красникова.
Окончив Тамбовскую гимназию он поступил в Московский университет. С 1896 участник студенческих революционных кружков. В 1900-м вступил в партию эсеров. В 1901 исключён за участие в беспорядках, выслан в Тамбов под надзор полиции. В 1902 окончил юридический факультет Казанского университета.
Служил в Тамбове помощником присяжного поверенного. Как адвокат защищал крестьян, обвинённых в погромах помещичьих имений.
В 1906 г. выслан на 3 года в Архангельскую губернию.
В 1911 г. Вольский вернулся в Тамбов, где снова служил юристом. Проживал по адресу: Большая улица, собственный дом, телефон 229, затем на Темниковской улице.
В 1917 г. лидер тамбовских эсеров, член Тамбовского губернского комитета партии эсеров, губернский прокурор, гласный Тамбовской городской думы. В мае-июне 1917 г. он был делегатом III съезда партии эсеров.
Во время Корниловского выступления (август 1917) член «Комитета спасения Родины и Революции». Один из авторов «Распоряжения № 3», передававшего земли помещиков Тамбовской губернии крестьянским комитетам.
Избран в Учредительное собрание от Тамбовской губернии по списку эсеров и губернского Совета крестьянских депутатов.
Участвовал в единственном заседании Учредительного собрания 5 января 1918. В этом же году вышел из партии и отошёл от политики.
В 1922, в связи с судебным процессом над социалистами-революционерами, опубликовал открытое письмо в «Известиях», осудив прошлую деятельность партии.
Жил в Тамбове, затем в Пятигорске, работал юрисконсультом.
В 1951 в Ставрополе осуждён на 25 лет лагерей. Освобождён в марте 1955. Дело прекращено за отсутствием состава преступления. Реабилитирован в 1994.
Последние годы жил в Харькове. Умер там же в 1962 году на пчеловодческой станции.